# Ramal Neves Corvo
El Ramal de Neves-Corvo es un ferrocarril no electrificada de vía única en ancho ibérico que une la Estación de Ourique (Línea del Alentejo) a la Mina de Neves-Corvo, en el sur de Portugal. Este ramal, construido a finales de la década de 1980 con una extensión total de 30,8 km, es usado solo por convoyes de mercancías.
- Wikimedia Commons alberga una categoría multimedia sobre Ramal Neves Corvo.